# Hedyotis perhispida
Hedyotis perhispida är en måreväxtart som beskrevs av Adolph Daniel Edward Elmer. Hedyotis perhispida ingår i släktet Hedyotis och familjen måreväxter.
Artens utbredningsområde är Filippinerna. Inga underarter finns listade i Catalogue of Life.